# Skarðatindur (bergstopp i Island, lat 64,39, long -15,05)
Skarðatindur är en bergstopp i republiken Island. Den ligger i regionen Austurland, 300 km öster om huvudstaden Reykjavík. Toppen på Skarðatindur är 816 meter över havet.
Trakten runt Skarðatindur är nära nog obefolkad, med mindre än två invånare per kvadratkilometer. Närmaste större samhälle är Höfn, omkring 18 kilometer sydväst om Skarðatindur. Trakten runt Skarðatindur består i huvudsak av gräsmarker.